# Paddy McCourt
Patrick James „Paddy“ McCourt (* 16. Dezember 1983 in Derry) ist ein ehemaliger nordirischer Fußballspieler.

## Karriere
Seine Profikarriere begann er beim englischen Klub Rochdale, wechselte dann aber nach Dublin zu den Shamrock Rovers und anschließend in seine Heimatstadt zu Derry City. Dort konnte er sich für seinen selbsterklärten Lieblingsverein Celtic aus Glasgow empfehlen, zu dem er im Sommer 2008 transferiert wurde und bis 2013 spielte.